# Lista de deputados estaduais do Amazonas da 2.ª legislatura
Essa é uma lista de deputados estaduais do Amazonas eleitos para o período 1951-1955. Foram 30 eleitos.

## Composição das bancadas
| Partido | Líder                          | Bancada | Posição      |
| ------- | ------------------------------ | ------- | ------------ |
| PSD     | João Veiga Filho               | 12 / 30 | Governo      |
| UDN     | Josué Cláudio de Souza         | 9 / 30  | Oposição     |
| PTB     | Áureo Bringel de Melo          | 4 / 30  | Independente |
| PDC     | Estácio de Albuquerque Alencar | 3 / 30  | Governo      |
| PSP     | Wilson de Medeiros Calmon      | 2 / 30  | Oposição     |

## Deputados estaduais
| Número | Deputados estaduais eleitos            | Partido | Votação | Percentual | Cidade onde nasceu    | Unidade federativa |
| 41984  | João Veiga                             | PSD     | 1.256   | 2,76%      | Recife                | Pernambuco         |
| 22251  | Ney Oscar de Lima Rayol                | UDN     | 820     | 1,80%      | Manaus                | Amazonas           |
| 41855  | Danilo de Aguiar Corrêa                | PSD     | 786     | 1,72%      | Manaus                | Amazonas           |
| 41268  | José Francisco da Gama e Silva         | PSD     | 733     | 1,61%      | Lábrea                | Amazonas           |
| 14419  | Túlio Azevedo                          | PTB     | 677     | 1,48%      | Tabatinga             | Amazonas           |
| 22192  | Josué Cláudio de Souza                 | UDN     | 652     | 1,43%      | Itajaí                | Santa Catarina     |
| 41632  | Artur Virgílio Filho                   | PSD     | 622     | 1,36%      | Manaus                | Amazonas           |
| 14547  | Áureo Bringel de Melo                  | PTB     | 611     | 1,34%      | Porto Velho           | Rondônia           |
| 41191  | Coriolano Cidade Lindoso               | PSD     | 604     | 1,32%      | Manicoré              | Amazonas           |
| 41314  | Raimundo Nicolau Silva                 | PSD     | 600     | 1,32%      | Manaus                | Amazonas           |
| 22207  | Homero de Miranda Leão                 | UDN     | 587     | 1,29%      | Maués                 | Amazonas           |
| 41245  | Alfredo Marques da Silveira            | PSD     | 579     | 1,27%      | São Benedito          | Ceará              |
| 22718  | Adail Garcia de Vasconcelos            | UDN     | 566     | 1,24%      | Humaitá               | Amazonas           |
| 41375  | Sérgio Rodrigues Pessoa Neto           | PSD     | 560     | 1,23%      | Manaus                | Amazonas           |
| 41848  | Edmundo Francisco Monteiro             | PSD     | 555     | 1,22%      | Iranduba              | Amazonas           |
| 41144  | Alexandre Montoril                     | PSD     | 549     | 1,20%      | Assaré                | Ceará              |
| 41954  | Augusto Pessoa Montenegro              | PSD     | 544     | 1,19%      | Tefé                  | Amazonas           |
| 41130  | Joaquim Paulino Gomes                  | PSD     | 531     | 1,16%      | Nova Olinda do Norte  | Amazonas           |
| 22622  | Nilo de Barros Pereira                 | UDN     | 509     | 1,12%      | Eirunepé              | Amazonas           |
| 22320  | Deolindo de Freitas Dantas             | UDN     | 481     | 1,05%      | Coari                 | Amazonas           |
| 22721  | Nelson de Miranda Leão                 | UDN     | 472     | 1,03%      | Maués                 | Amazonas           |
| 22206  | Manoel Alexandre Filho                 | UDN     | 467     | 1,02%      | Bananeiras            | Paraíba            |
| 22258  | Oder Pogi de Figueiredo                | UDN     | 460     | 1,01%      | Boca do Acre          | Amazonas           |
| 46924  | Júlio Clóvis Taumaturgo Lobo           | PSP     | 432     | 0,95%      | Rio Preto da Eva      | Amazonas           |
| 17146  | Paulo Hugo Craveiro Durand             | PDC     | 418     | 0,91%      | Manaquiri             | Amazonas           |
| 46353  | Wilson Calmon                          | PSP     | 412     | 0,90%      | Colatina              | Espírito Santo     |
| 14722  | Tércio de Araújo da Silva              | PTB     | 379     | 0,83%      | Barreirinha           | Amazonas           |
| 17496  | Francisco de Assis Albuquerque Peixoto | PDC     | 368     | 0,80%      | Manaus                | Amazonas           |
| 17469  | Estácio de Albuquerque Alencar         | PDC     | 360     | 0,79%      | Itacoatiara           | Amazonas           |
| 14928  | Alfredo Eulipes Jackson Cabral         | PTB     | 251     | 0,55%      | São Paulo de Olivença | Amazonas           |